# Arrondissement Tongeren
Het arrondissement Tongeren is een van de drie arrondissementen van de Belgische provincie Limburg. Het arrondissement heeft een oppervlakte van 599,13 km² en telde 202.390 inwoners op 1 januari 2025.
Het arrondissement is enkel een bestuurlijk arrondissement. Gerechtelijk behoort het arrondissement tot het gerechtelijk arrondissement Limburg.
Dit arrondissement maakt deel uit van het kiesarrondissement Limburg bij de verkiezingen voor de provincieraad.

## Geschiedenis
Het arrondissement Tongeren ontstond in 1839 na de splitsing van de provincie Limburg in een Belgisch en een Nederlands deel. Het arrondissement bestond uit de Belgische gemeenten van het arrondissement Maastricht en het kanton Borgloon dat tot dan toe tot het arrondissement Hasselt had behoord.
In 1843, bij de definitieve vastlegging van de Belgisch-Nederlandse grens werden grotere gebiedsdelen van Kanne, Lanaken en Vroenhoven bij Nederlands-Limburg gevoegd en werden kleinere gebiedsdelen van Nederland bij verschillende gemeenten aangehecht.
Bij de definitieve vaststelling van de taalgrens in 1963 werd de toenmalige gemeente Wouteringen afgestaan aan het arrondissement Borgworm en werden Bitsingen, Eben-Emael, Ternaaien en Wonck afgestaan aan het arrondissement Luik. Van dit arrondissement werden de toenmalige gemeenten Moelingen en 's-Gravenvoeren aangehecht terwijl van het arrondissement Verviers de gemeenten Sint-Martens-Voeren, Sint-Pieters-Voeren, Remersdaal en Teuven werden aangehecht.
In 1971 werden Lanklaar en Stokkem afgestaan aan het arrondissement Maaseik en werd Klein-Gelmen afgestaan aan het arrondissement Hasselt. In 1977 werd dit laatste gebied terug aanhecht en bij de fusiegemeente Heers gevoegd.
Tot 2014 was het arrondissement Tongeren zowel een bestuurlijk als gerechtelijk arrondissement. Het gerechtelijk arrondissement Tongeren omvatte naast het bestuurlijk arrondissement ook de gemeenten Bocholt, Bree, Kinrooi, Meeuwen-Gruitrode, Dilsen-Stokkem en Maaseik van het arrondissement Maaseik. Ook de gemeenten As, Genk, Opglabbeek en Zutendaal van het bestuurlijk arrondissement Hasselt behoorden tot het gerechtelijk arrondissement Tongeren. In 2014 is het gerechtelijk arrondissement Tongeren samengevoegd met het gerechtelijk arrondissement Hasselt tot het gerechtelijk arrondissement Limburg.

## Kantons, gemeenten en deelgemeenten
| Kantons: | | |
| - Tongeren - Bilzen | - Borgloon - Maasmechelen | - Riemst - Voeren |
| Gemeenten: | | |
| - Alken - Bilzen (stad) - Borgloon (stad) - Heers - Herstappe | - Hoeselt - Lanaken - Maasmechelen | - Riemst - Tongeren (stad) - Voeren - Wellen |
| Deelgemeenten: | | |
| - Alken - Batsheers - Berg - Berlingen - Beverst - Bilzen - Bommershoven - Boorsem - Borgloon - Broekom - Diets-Heur - Eigenbilzen - Eisden - Gellik - Genoelselderen - Gors-Opleeuw - Gotem - 's-Gravenvoeren - Groot-Loon - Grote-Spouwen - Gutschoven - Heers - Hees - Heks - Hendrieken - Henis - Herderen - 's Herenelderen - Herstappe - Herten - Hoelbeek - Hoepertingen - Hoeselt | - Horpmaal - Jesseren - Kanne - Kerniel - Kleine-Spouwen - Klein-Gelmen - Koninksem - Kuttekoven - Lanaken - Lauw - Leut - Mal - Martenslinde - Mechelen-aan-de-Maas - Mechelen-Bovelingen - Meeswijk - Membruggen - Mettekoven - Millen - Moelingen - Mopertingen - Munsterbilzen - Neerharen - Neerrepen - Nerem - Opgrimbie - Opheers - Overrepen - Piringen - Rekem - Remersdaal - Riemst | - Rijkel - Rijkhoven - Riksingen - Romershoven - Rosmeer - Rukkelingen-Loon - Rutten - Schalkhoven - Sint-Huibrechts-Hern - Sint-Martens-Voeren - Sint-Pieters-Voeren - Sluizen - Teuven - Tongeren - Ulbeek - Uikhoven - Val-Meer - Vechmaal - Veldwezelt - Veulen - Vlijtingen - Voort - Vreren - Vroenhoven - Vucht - Waltwilder - Wellen - Werm - Widooie - Zichen-Zussen-Bolder |

## Geografie
- Hoogste punt: Remersdaal (287 m)

## Demografische evolutie
- Bron:NIS - Opm:1806 t/m 1980=volkstellingen; vanaf 1990= inwoneraantal per 1 januari; 2018= meest recente officiële cijfers
- 2025: overheveling van gemeente Kortessem, door fusie met gemeente Hasselt, naar het arrondissement Hasselt

| Inwoners van jaar tot jaar op 1 januari 1992 tot heden | Inwoners van jaar tot jaar op 1 januari 1992 tot heden | Inwoners van jaar tot jaar op 1 januari 1992 tot heden |
| Jaar                                                   | Aantal                                                 | Evolutie: 1992=index 100                               |
| ------------------------------------------------------ | ------------------------------------------------------ | ------------------------------------------------------ |
| 1992                                                   | 183.415                                                | 100,0                                                  |
| 1993                                                   | 184.503                                                | 100,6                                                  |
| 1994                                                   | 185.593                                                | 101,2                                                  |
| 1995                                                   | 186.494                                                | 101,7                                                  |
| 1996                                                   | 187.167                                                | 102,0                                                  |
| 1997                                                   | 188.039                                                | 102,5                                                  |
| 1998                                                   | 188.614                                                | 102,8                                                  |
| 1999                                                   | 189.199                                                | 103,2                                                  |
| 2000                                                   | 189.464                                                | 103,3                                                  |
| 2001                                                   | 190.051                                                | 103,6                                                  |
| 2002                                                   | 190.720                                                | 104,0                                                  |
| 2003                                                   | 191.266                                                | 104,3                                                  |
| 2004                                                   | 191.672                                                | 104,5                                                  |
| 2005                                                   | 192.168                                                | 104,8                                                  |
| 2006                                                   | 193.023                                                | 105,2                                                  |
| 2007                                                   | 194.183                                                | 105,9                                                  |
| 2008                                                   | 195.350                                                | 106,5                                                  |
| 2009                                                   | 196.292                                                | 107,0                                                  |
| 2010                                                   | 197.400                                                | 107,6                                                  |
| 2011                                                   | 198.796                                                | 108,4                                                  |
| 2012                                                   | 199.698                                                | 108,9                                                  |
| 2013                                                   | 200.203                                                | 109,2                                                  |
| 2014                                                   | 200.564                                                | 109,3                                                  |
| 2015                                                   | 201.089                                                | 109,6                                                  |
| 2016                                                   | 201.414                                                | 109,8                                                  |
| 2017                                                   | 202.301                                                | 110,3                                                  |
| 2018                                                   | 203.359                                                | 110,9                                                  |
| 2019                                                   | 203.963                                                | 111,2                                                  |
| 2020                                                   | 204.943                                                | 111,7                                                  |
| 2021                                                   | 205.566                                                | 112,1                                                  |
| 2022                                                   | 207.166                                                | 112,9                                                  |
| 2023                                                   | 209.025                                                | 114,0                                                  |
| 2024                                                   | 210.301                                                | 114,7                                                  |
| 2025                                                   | 202.390                                                | 110,3                                                  |

Aalst · Aarlen · Aat · Antwerpen · Bastenaken · Bergen · Borgworm · Brugge · Brussel-Hoofdstad · Charleroi · Dendermonde · Diksmuide · Dinant · Doornik-Moeskroen · Eeklo · Gent · Halle-Vilvoorde · Hasselt · Hoei · Ieper · Kortrijk · La Louvière · Leuven · Luik · Maaseik · Marche-en-Famenne · Mechelen · Namen · Neufchâteau · Nijvel · Oostende · Oudenaarde · Philippeville · Roeselare · Sint-Niklaas · Thuin · Tielt · Tongeren · Turnhout · Verviers · Veurne · Virton · Zinnik
Landen:  België ·  Duitsland ·  Nederland

NUTS 2-regio's: Limburg (BE) · Limburg (NL) (deels) · Luik (deels) · Regierungsbezirk Keulen (deels)

NUTS 3-regio's: Stedenregio Aken · Arrondissement Borgworm · Duitstalige Gemeenschap · Kreis Düren · Kreis Euskirchen · Arrondissement Hasselt · Kreis Heinsberg · Arrondissement Hoei · Arrondissement Luik · Arrondissement Maaseik · Midden-Limburg · Arrondissement Tongeren · Arrondissement Verviers · Zuid-Limburg